# Dichorisandra procera
Dichorisandra procera är en himmelsblomsväxtart som beskrevs av Carl Friedrich Philipp von Martius. Dichorisandra procera ingår i släktet Dichorisandra och familjen himmelsblomsväxter. Inga underarter finns listade.